# Élections fédérales australiennes de 1954
Des élections législatives et fédérales se tiennent le 29 mai 1954 en Australie afin de renouveler les 121 sièges de la Chambre des représentants.